# Pseudometabletus nevermanni
Pseudometabletus nevermanni is een keversoort uit de familie loopkevers (Carabidae). De wetenschappelijke naam van de soort is voor het eerst geldig gepubliceerd in 1930 door Liebke.